# Frank Bello

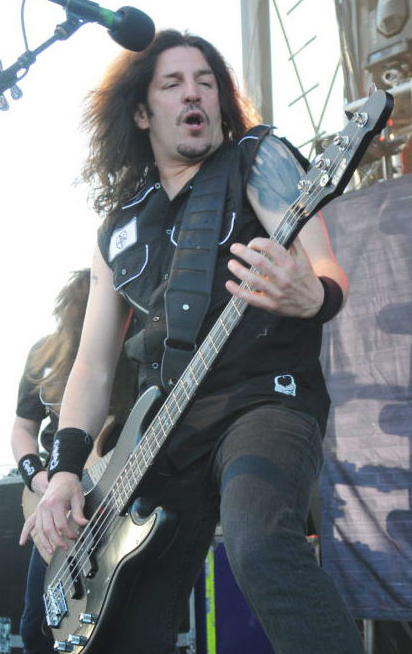
Frank Bello, 2015

Frank Bello (* 9. Juli 1965 in New York) ist ein US-amerikanischer Bassist. Er ist seit 1984 Mitglied der Thrash-Metal-Band Anthrax.

## Biografie
Frank Bello wuchs als ältester Sohn von Charlie Benantes Schwester Rose und einem Italo-Amerikaner in Rockland County auf. Im Alter von zwölf Jahren begann er, Gitarre zu spielen. Als er vierzehn war, zog er zu seinem Onkel Charlie Benante und dessen Mutter nach Bronx, New York City, um dort aufs College zu gehen. Nebenbei arbeitete er als Zeitungsjunge. Frank war ein ausgezeichneter Schüler und spielte Posaune in der Schulband. In seiner Freizeit jammte er an der Gitarre gemeinsam mit seinem nur zweieinhalb Jahre älteren Onkel Charlie Benante am Schlagzeug. Beide verband ihre Bewunderung für die Hardrock-Band Kiss. Während einer dieser Jamsessions kritisierte Benante Bellos Gitarrenspiel, da er auf seiner E-Gitarre Bassläufe spiele. Aus diesem Grund wechselte Bello von der Gitarre zum Bass. Zu seinen Einflussgebern gehörten Steve Harris, Geddy Lee und Geezer Butler.
Im Juli 1981 wurde Frank Bello Gitarren-Roadie der gerade gegründeten Anthrax, 1984 ersetzte er Bassist Dan Lilker, der wegen Drogenproblemen die Band verlassen musste. Nach einem Streit mit Charlie Benante verließ er im Januar 2004 Anthrax und wurde Bassist bei der Rockband Helmet (Band), die sich gerade neu formiert hatte. Er wirkte an den noch offenen Aufnahmen zum Album Size Matters mit und spielte auf der anschließenden Tournee. 2005 formierte sich Anthrax im klassischen Line-up von 1984 unter Beteiligung von Bello neu.
Bello spielt einen Bass des Herstellers Fender. Im Rahmen der Artist Series des Unternehmens erschien 2005 der Frank Bello Bass. Im Jahr 2007 folgte unter der Marke Squier der Frank Bello Jazz Bass. Der Grund dafür war nach Angaben Bellos, dass er einen preisgünstigen und bedienungsfreundlichen Bass mit guter Qualität für Anfänger anbieten wolle.
Frank Bello hatte einen jüngeren Bruder namens Anthony, der am 25. März 1996 im New Yorker Stadtteil Bronx einem Mord zum Opfer fiel. Die Hintergründe der Tat wurden nicht aufgeklärt. In Erinnerung an seinen toten Bruder trägt Frank Bello eine Tätowierung seines Gesichts auf dem rechten Oberarm, mit den Worten In Memory of Anthony darunter. Auf dem Anthrax-Album Volume 8: The Threat Is Real, das 1998 erschien, befindet sich am Ende ein von ihm komponierter versteckter Song mit dem Titel Pieces, in dem Frank Bello den Mord an seinem Bruder seelisch verarbeitet. Es handelt sich dabei um eine langsame Ballade mit Akustikgitarren.

## Weitere Projekte
1996 war Bello mit Scott Ian auf dem Sampler Spacewalk – A Salute to Ace Frehley zu hören. 2001 spielte Bello mit anderen Anthrax-Mitgliedern auf dem Soundtrack des John-Carpenter-Films Ghosts of Mars. 2005 nahm er mit Paul Di’Anno, Alex Skolnick, Chris Traynor (Ex-Helmet) und John Tempesta das Stück Wrathchild für den Iron-Maiden-Tribute-Sampler Numbers from the Beast auf. Ferner hatte er Gastauftritte in Filmen und Fernsehserien wie Eine schrecklich nette Familie und Law & Order. 2014 wird Bello gemeinsam mit Dave Ellefson und Schlagzeuger Jeff Friedl (The Beta Machine) ein Album namens Booze & Cigarettes herausbringen. Das Projekt heißt Altitudes & Attitude. Am 14. Januar war bereits eine gleichnamige EP veröffentlicht worden.

## Diskografie (Alben)
mit Anthrax
- Spreading the Disease (1985)
- Among the Living (1987)
- State of Euphoria (1988)
- Persistence of Time (1990)
- Sound of White Noise (1993)
- Stomp 442 (1995)

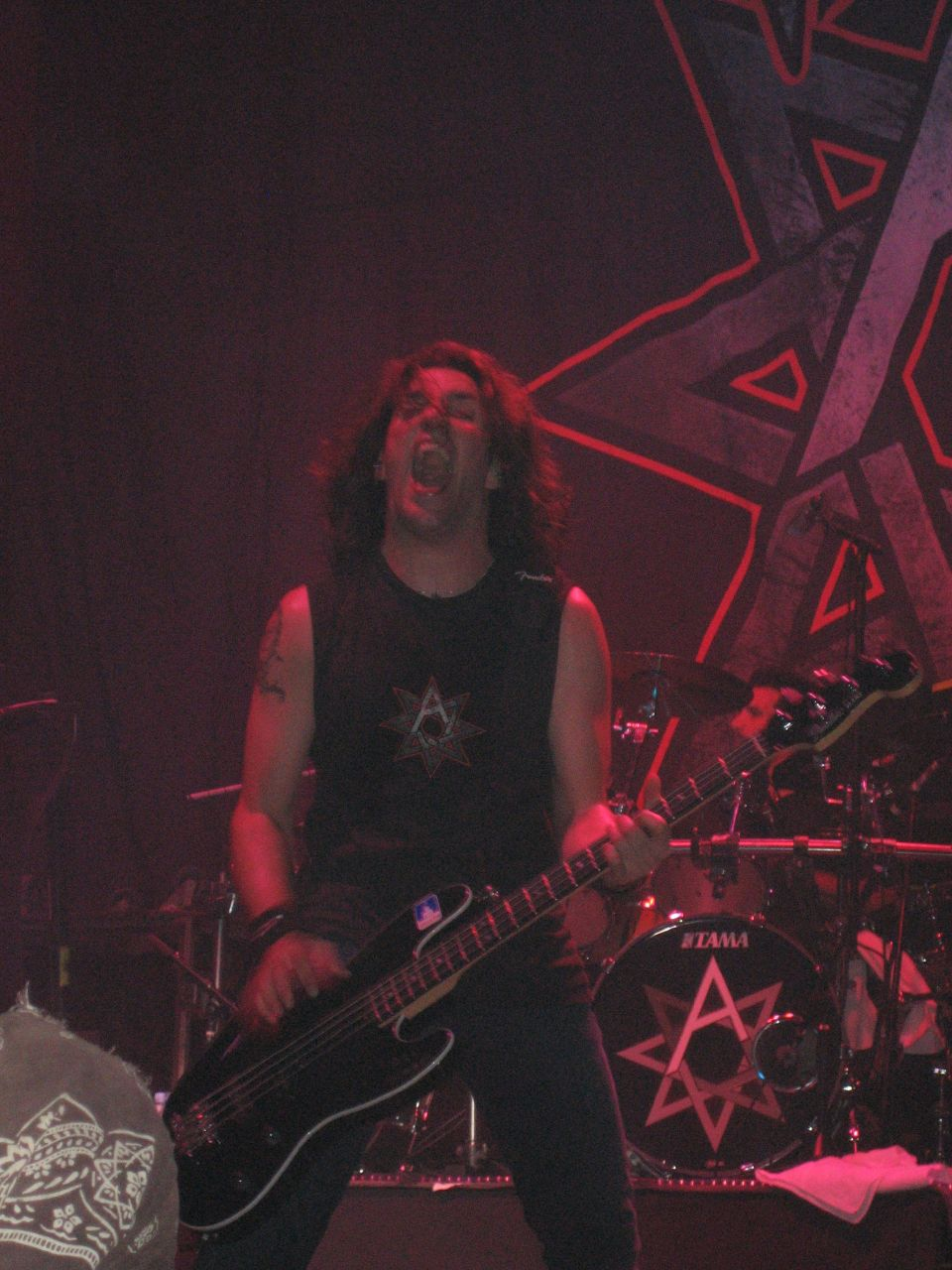
Bello bei einem Auftritt mit Anthrax 2005

- Volume 8: The Threat Is Real (1998)
- We’ve Come for You All (2003)
- Worship Music (2011)
- For all Kings (2016)

mit Helmet
- Size Matters (2004)